# Ніж пасічницький
Ніж па́січни́цький — ніж, призначений для розпечатування стільникових рамок та виконання інших робіт по догляду за бджолиними сім'ями.

## Типи ножів
Ніж прямий відрізняється від інших ножів передусім зігнутою біля п'ятки руків'я, що дає змогу зрізувати воскову печатку на поверхні стільника, не торкаючись рукою його поверхні. Крім того, він має заточені обидва краї, що робить його зручнішим для розпечатування стільників, при вирізуванні трутневого розплоду і маточників, ніж звичайні ножі.
Ножі прямі в минулому виготовлялись різних конструкцій, розмірів і призначення. Найбільш відомі ножі конструкції Аббота, Бінгама, ножі з паровим та електричним підігрівом.
Ножі списоподібні мають трапецієподібний хвостовик для розсування рамок під час огляду гнізда бджолиної сім'ї.
| Розмір                | Одиниця виміру | Ніж прямий | Ніж списоподібний |
| --------------------- | -------------- | ---------- | ----------------- |
| Довжина загальна      | мм             | 330        | 310               |
| Довжина леза          | мм             | 200        | 150               |
| Ширина леза найбільша | мм             | 30         | 50                |
| Товщина леза          | мм             | 1          | 1                 |

Клинок ножа пасічницького роблять з інструментальної вуглецюватої сталі. Рукоятка прямого ножа виготовляється з дерева чи пластмаси, а списоподібного — з двох пластмасових накладних пластинок.
Лезо ножа пасічницького полірується і термічно обробляється. Твердість після термічної обробки повинна бути 44-50 одиниць за Роквеллом, шкала С. Заточується клинок з обох боків по верхній стороні.
Нижня сторона залишається плоскою і гладенькою. При розпечатуванні стільників користуються поперемінно двома-трьома ножами, підігрітими в гарячій воді.
Ніж пасічника з паровим та електричним підігрівом призначається тільки для розпечатування стільникових рамок з медом. Форма їх така, як описано вище, але лезо має всередині порожній простір, куди в паровому ножі підводиться пара за допомогою гумової трубки, а в електричному — електрична енергія за допомогою спіралі, ізольованої від металу.